# 스토익 (영화)
스토익(Stoic)은 독일에서 제작된 우베 볼 감독의 2009년 범죄, 드라마 영화이다. 에드워드 펄롱 등이 주연으로 출연하였고 우베 볼 등이 제작에 참여하였다.

## 출연

### 주연
- 에드워드 펄롱
- 숀 시포스
- 샘 레빈슨

### 조연
- 스테펜 메네케스
- 리즈 알렉산더
- 다니엘 보일류
- 제이미 스위츠
- 마이클 테이겐

## 제작진
- 의상: 에이에이샤 리